# Transport ferroviaire au Maroc
 (janvier 2024).
Si vous disposez d'ouvrages ou d'articles de référence ou si vous connaissez des sites web de qualité traitant du thème abordé ici, merci de compléter l'article en donnant les références utiles à sa vérifiabilité et en les liant à la section « Notes et références ».
En pratique : Quelles sources sont attendues ? Comment ajouter mes sources ?
Le réseau des chemins de fer marocain est un réseau ferroviaire d'Afrique. Son développement est pourtant extrêmement complexe du fait de l'histoire du pays. Le choix des écartements, les tracés, et certaines décisions lourdes de conséquences telles que l'électrification ont souvent eu des motivations politiques.
Il consiste en un axe principal d'orientation générale nord-sud reliant Oujda au nord-est à Marrakech au centre-sud, via Fès, Meknès, Kénitra, Rabat et Casablanca. Des lignes en antennes desservent Tanger, Nador, Oued Zem, El Jadida et Safi.
Deux ateliers principaux existent pour l'entretien du matériel, à Casablanca (traction électrique) et Meknès (traction diesel). Il existe également des dépôts bien équipés et capables d'assurer la maintenance courante à Marrakech, Oujda, Sidi Kacem, Rabat et Fès.
La ligne à grande vitesse Tanger-Kénitra, a été inaugurée le 15 novembre 2018. C'est la première LGV d'Afrique. Cette ligne, dite « Ligne Atlantique », reliera à terme Marrakech et Agadir à l'horizon 2030 à travers la LGV Kénitra - Marrakech et la LGV Marrakech - Agadir. Une autre LGV reliera le nord-est du Maroc (Nador et Oujda) à Rabat via  Meknès et Fès, ce qui permettra de rapprocher le Rif oriental de l'ouest marocain.

## Historique

### Les premières apparitions du rail au Maroc
Si le Maroc peut se targuer d'être l'un des premiers pays du continent africain à disposer d'un chemin de fer, celui-ci n'a qu'une existence éphémère. Pendant près de 60 ans, les tentatives pour implanter le rail vont se succéder, ne débouchant que rarement sur des réalisations concrètes.
Le tout premier chemin de fer marocain voit le jour dans le nord du pays en 1859. Il relie Tétouan à l'oued el Marchi (Rio Martin) et est construit par les Espagnols à l'occasion de la guerre qui les oppose au royaume chérifien et qui se termine par la signature du traité de Tétouan le 26 avril 1860. À vocation purement militaire, ce chemin de fer semble avoir été fermé et démonté dès 1862. Quoi qu'il en soit, il s'agit là de l'une des premières apparitions du rail sur le continent africain, seule l'Égypte ayant jusqu'alors tenté l'expérience.
En 1887, le gouvernement belge tente une « percée » ferroviaire dans un pays où les moyens de transports restent toujours aussi rudimentaires. L'ingénieur Legrand, probablement à l'origine du projet, commande une petite locomotive en voie de 60 à l'usine Krauss de Munich (type 74, n° 1769). Débarquée à Larache en décembre, elle est acheminée à Meknès et offerte au sultan Hassan Ier par le baron Edouard Whettnall (de), ambassadeur de Belgique en présence de l'ingénieur Legrand. La démonstration, effectuée dans le jardin de l'Agdal de Meknès, ne convainc pas outre mesure le sultan. Conservée, la locomotive sera par la suite exposée en gare de Rabat par les CFM. Elle disparaitra dans la tourmente de la seconde guerre mondiale.
À la fin du XIXe siècle, les féodaux prennent de plus en plus de libertés. Une tentative de réforme fiscale provoque le mécontentement de la population. Un agitateur, Rogui Bou Hmara, en profite pour se proclamer sultan et entraîne plusieurs tribus dans la révolte. Tout le Maroc oriental se soulève bientôt, tandis que l'usurpateur installe sa capitale à Taza. L'armée régulière est incapable de venir à bout des insurgés, et tout le pays ne tarde pas à basculer dans la guerre civile et l'anarchie. Sous la pression de nombreuses personnalités algéroises, la France commence alors à s'intéresser de près au Maroc. Le premier signe de cet intérêt est une nouvelle tentative de percée ferroviaire, menée en 1901. C'est un échec complet, deux roues de la machine de démonstration étant « égarées » lors du transport en charrette.
La conférence d'Algésiras permet à la France une plus grande ingérence dans les affaires marocaines. Au début de l'année 1907, une petite ligne en voie métrique est construite pour la desserte du chantier de construction du port de Casablanca. Trois locomotives y sont utilisées. Comme ce fut le cas en Chine, ce chemin de fer sert de prétexte à diverses manifestations de xénophobie et provoque une crise grave. Le 30 juillet 1907, « sous prétexte qu'une voie de Decauville longe le marabout de Sidi Belyout et que son trafic trouble le repos des morts du cimetière voisin », huit ouvriers européens du chantier sont assassinés par la population. Cet épisode constitue le début des « événements de Casablanca », qui provoquent une intervention directe et musclée des troupes françaises et espagnoles, et à plus long terme l'établissement d'un protectorat sur le Maroc.

### Premières lignes à vocation stratégique et minière
De septembre 1907 à mai 1908, le général d'Amade dirige la pacification de la plaine de la Chaouia, installant partout des postes et restaurant l'ordre dans un pays en plein chaos. Mais cette prise en main nécessite d'importants convois de ravitaillement. Or, ce n'est qu'au prix de grandes difficultés que ceux-ci franchissent les collines bordant le littoral. Dans un premier temps, le commandement songe à y remédier en créant un chemin de fer en voie normale entre Casablanca et Berrechid, point central de la Chaouia permettant ensuite de rayonner dans toutes les directions. Mais le général d'Amade n'obtient que l'autorisation de construire un chemin de fer Decauville entre les camps de Casablanca et de Berrechid. Les travaux commencent en mai 1908. Établie en voie de 50 et utilisant la traction hippomobile, cette première ligne est inaugurée le 20 septembre 1908 : « Le général d'Amade, son état-major, et le commandant du génie prirent place à six heures du matin dans deux wagons de voyageurs traînés par des mulets. Il y a quatre relais, et la durée du trajet est de trois heures et demie pour parcourir une distance de quarante kilomètres. Le général d'Amade a offert à Ber Réchid un grand déjeuner ». Par la suite devant les difficultés d'approvisionnement en animaux de traction cette même ligne a été exploitée principalement pour les marchandises en douze heures avec des mulets marchant au pas c'est ainsi que voit le jour la première ligne à voie étroite marocaine. Ce train fut baptisé par les populations autochtones "Babor del Bghal" signifiant mot à mot "le bateau des mulets" faisant allusion au mode de traction de ce dernier, le remplacement de ces mulets par la première locomotive à vapeur a remplacé ce terme par le mot "el machina"  (la machine) pour désigner le train. Jusqu'à nos jours, le mot "el machina" désigne toujours le train dans tous les dialectes régionaux marocains aussi bien arabes que berbères, ainsi un touriste visitant le Maroc a toutes ses chances de ne pas se faire comprendre par un vieillard dans la rue s'il lui demande le chemin d'une station ferroviaire sans évoquer le mot "el machina" et ce même s'il prononcerait le mot occidental "train" ou sa traduction arabe littéraire "Qetar". 
Cette première ligne fut principalement d'objectifs sécuritaires afin de transporter les équipements militaires et les troupes, il aura fallu attendre 1920 pour voir transporter sur cette ligne plus de civils que de militaires. Parallèlement et à la même époque, les sociétés minières espagnoles cherchent à écouler plus facilement leurs produits issus des mines de fer découvertes dans le nord du Maroc. La Compañia del Norte Africano est la première à établir une ligne en voie de 60 au départ de Melilla en 1909. 5 kilomètres sont déjà en exploitation avant la fin de l'année.
Le 20 mars 1909, la Compañia española de minas del Rif charge l'ingénieur Manuel Becerra y Fernandez d'étudier un chemin de fer en voie métrique entre le territoire espagnol de Melilla et les concessions minières de la société sur les monts Uixan et Axara. Les travaux commencent immédiatement et la ligne entre en service en 1910.
La poursuite des travaux sur ces deux lignes minières va être fortement ralentie par le soulèvement des tribus rifaines.

### La politique internationale dicte le choix de l'écartement
L'ouverture du Chemin de fer de la Chaouïa suscite bien des espérances. Une Union des mines marocaines sollicite bientôt le ministre des affaires étrangères pour sa transformation en voie normale. Ce dernier s'en ouvre à son collègue de la guerre le 11 mai 1910. Celui-ci refuse en octobre, prétendant que cela soulèverait des difficultés financières, internationales, et même… parlementaires ! L'affaire ne s'arrête pas là. Le 17 octobre, c'est l'état-major qui soumet son propre projet de transformation de la ligne de la Chaouïa et le qualifie d'urgent, estimant que « le fonctionnement de cet instrument donne lieu à de nombreuses critiques : rendement normal insuffisant et souvent presque nul, déraillements fréquents, impossibilité de le porter à une exploitation intensive en cas de besoin, vitesse à peine supérieure à celle des charrois, etc. ». En février 1911, divers industriels rédigent une pétition pour la transformation de la ligne en voie normale ou au moins en voie métrique, tandis que le commandant retraité Maumené (représentant de l'Union des mines marocaines) soumet un projet de construction d'une ligne Casablanca-Berrechid-Settat, transmis au ministère le 6 février. L'affaire semble alors bien engagée, comme le montre la réponse du ministre de la Guerre au capitaine chargé du service du chemin de fer qui réclamait l'envoi de pièces de rechange, le 21 février : « En raison de la construction imminente d'une voie ferrée de 1,05 m. sur le même trajet, il ne parait pas nécessaire de constituer aujourd'hui un approvisionnement considérable de pièces de rechange pour la voie existante ». Le matériel expédié se voit aussitôt réduit de moitié par rapport aux quantités demandées. Il permet la construction d'un prolongement de 1588 mètres à Casablanca, entre la porte de Marrakech et l'hôpital militaire de Sour-Djedid.
Côté espagnol, l'État est moins sourcilleux. On planifie la construction d'une ligne de 36 kilomètres en voie métrique de Nador à Tiztoutine (et plus précisément au camp militaire de Batel). Les travaux commencent dès 1911 sous la direction de l'ingénieur José Roda et une première section de Nador à Selouane est inaugurée en décembre 1912.
Pendant ce temps, la guerre civile fait rage, opposant les partisans du sultan légitime Moulay Abd al Aziz à ceux de son frère Moulay Hafiz. C'est ce dernier qui sort vainqueur du conflit après avoir écrasé l'armée régulière au sud de l'Oum er Rebia en août 1908. Il obtient aussitôt la reconnaissance des grandes puissances européennes. Obligé d'emprunter de grosses sommes à Paris pour affermir son autorité, il veut créer de nouveaux impôts et se rend impopulaire. Un certain Moulay Zin en profite pour s'autoproclamer sultan à Meknès et part assiéger Fès à la tête de ses troupes en avril 1911. Les Français envoient aussitôt une colonne secourir la ville. Or, la seule base de ravitaillement organisée est celle de Casablanca, à 296 kilomètres de Fès. Une nouvelle base est donc installée à l'embouchure du fleuve Sebou, sept kilomètres en aval de Kénitra. On économise ainsi 126 kilomètres, mais il faut transporter tout le matériel à pied d'œuvre.
Quelques officiers proposent une alternative plus logique : l'installation, le long de la piste Casablanca-Rabat, d'une voie ferrée système Decauville, avec matériel Péchot et Decauville prélevé sur les approvisionnements de l'artillerie de forteresse. Cela n'empêche pas le général Moinier de dégager Fès le 21 mai 1911, puis de s'emparer de Meknès. L'Espagne en profite pour occuper Larache et Ksar El Kébir, qui lui reviennent en vertu de l'accord de 1904.
L'action de la France déborde les opérations de simple police définies par l'accord d'Algésiras. L'Allemagne en profite pour relancer la question marocaine. Le coup d'Agadir du 1er juillet 1911 provoque une nouvelle crise majeure, et de nouvelles négociations. Un premier accord est paraphé le 11 octobre : les intérêts économiques allemands seront préservés au Maroc. En matière ferroviaire, la priorité devra être donnée à la construction d'une ligne de Tanger à Fès, avec interdiction de construire toute autre ligne à caractère économique avant son inauguration. En contrepartie, l'Allemagne s'engage à ne pas entraver l'action de la France au Maroc et donne son accord à l'établissement d'un protectorat. Le traité définitif est signé le 4 novembre 1911.

### L'un des plus vastes réseaux à voie de 60 du monde

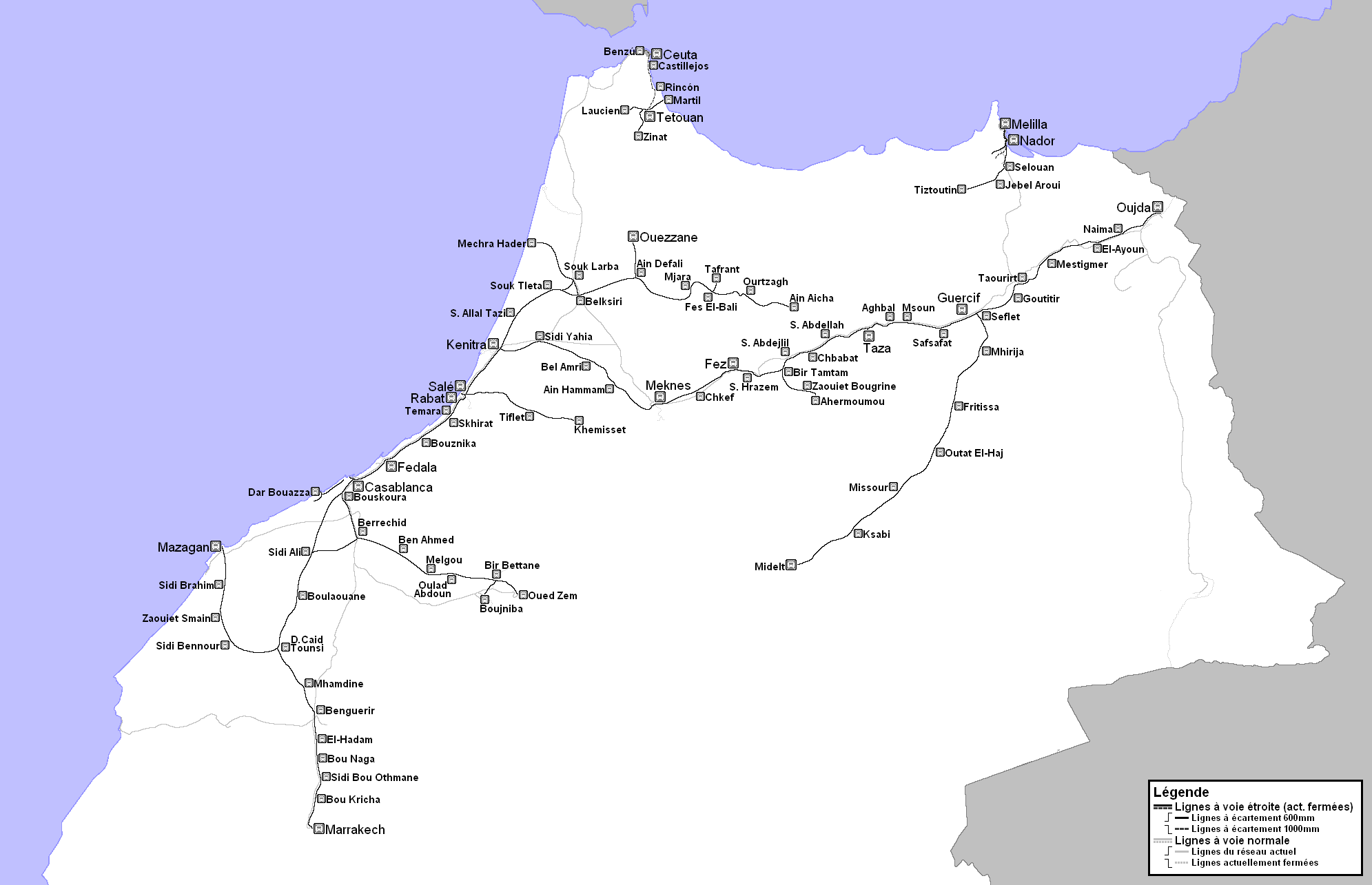
Carte des lignes ferroviaires à voie étroite au Maroc, toutes fermées.

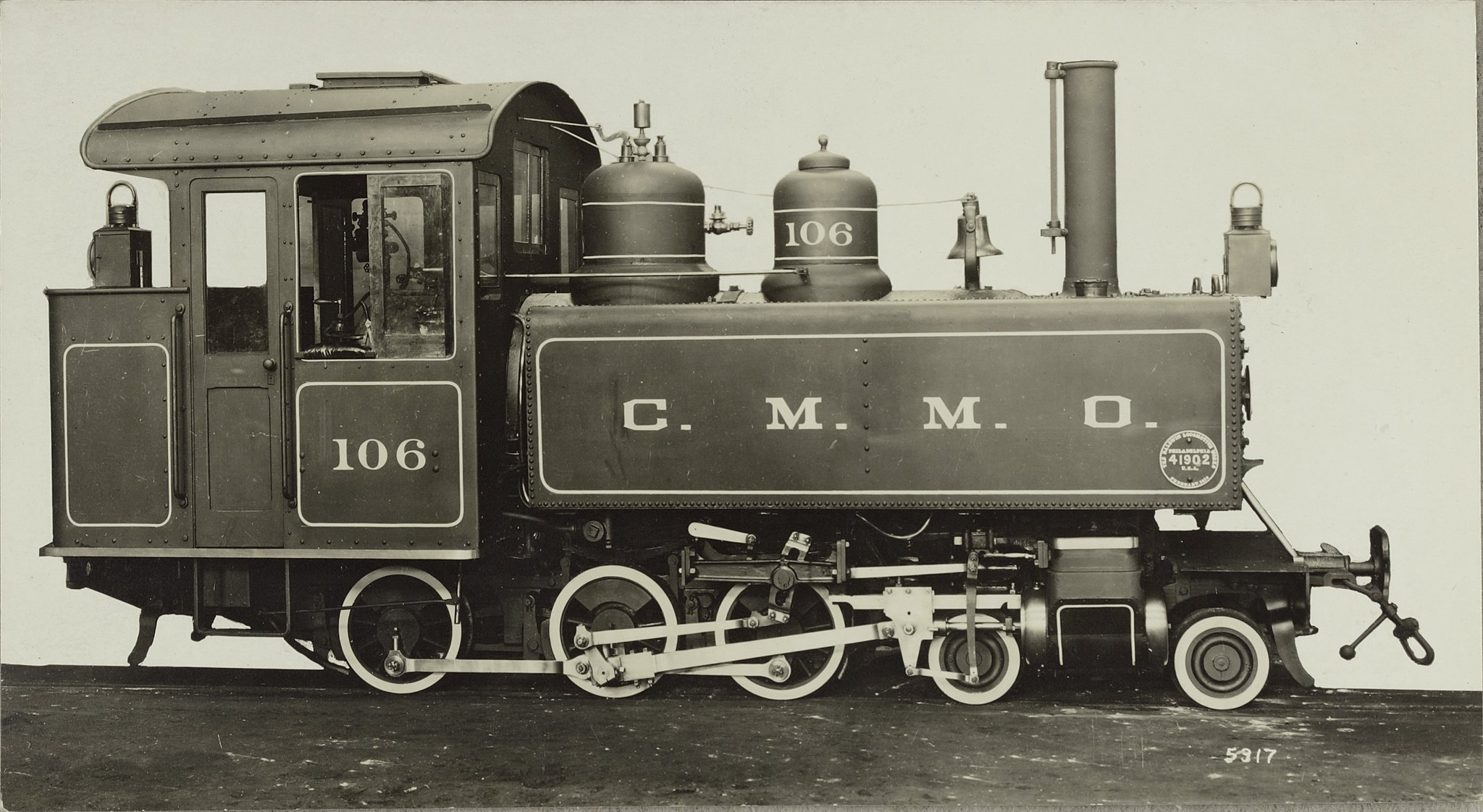
Locomotive vapeur N° 106 de Chemins de fer Militaires Maroc Occidental (CMMO) produite par Baldwin, Pennsylvania, EE. UU. A.

Le traité du 4 novembre 1911 interdit de facto toute construction d'un chemin de fer en voie normale, mais même s'ils l’avaient souhaité, Français et Espagnols auraient été bien en peine de construire une ligne « à caractère économique » dans un pays en perpétuelle rébellion. Le 30 mars 1912, la convention de Fès institue le protectorat et établit au Maroc un régime analogue à celui de la Tunisie sous la direction d'un nouveau résident général, Lyautey. La France n'occupe alors que deux zones au Maroc, une centrée sur Casablanca à l'ouest, et une autre centrée sur Oujda à l'est. Les opérations de pacification sont menées à partir de ces deux zones. Le ravitaillement s'effectue par chemin de fer. Comme il n'existe rien, c'est l'armée qui se charge de les construire, et elle utilise l'écartement retenu par l'artillerie française, la voie de 60. Deux réseaux progressent ainsi à la rencontre l'un de l'autre, les Chemins de fer militaires du Maroc Occidental ou CMMO et le Chemin de fer de Marnia à Taourit ou MT. Les deux sont d'ailleurs vite désignés sous le terme de Chemins de fer militaires du Maroc ou CMM. Commencés dès 1911, les travaux sont ralentis par la déclaration de guerre en 1914, puis reprennent à un bon rythme. Les accords de 1911 sont évidemment devenus caducs, et ces voies ferrées sont ouvertes au service commercial début 1916. La jonction des deux réseaux est effective en 1921. Le 1er janvier 1920, le protectorat se voit transférer l'exploitation de l'ensemble et crée l'année suivante la Régie des chemins de fer en voie de 0,60 m. Le réseau représente alors plus de 1 200 kilomètres de lignes. Si certaines sont fermées avec l'inauguration des premières sections en voie normale, d'autres voient le jour pour des raisons économiques ou militaires, dans le cadre de la guerre du Rif. On peut y ajouter le réseau à caractère "tramway" exploité par la Compagnie des transports de Rabat-Salé, ainsi que le réseau de 80 kilomètres dit du Tractocarril construit par l'armée espagnole au départ de Tiztoutine, localité atteinte par la voie métrique dès 1920. Malgré le développement des transports automobiles, ce réseau subsistera jusqu'à la veille de la seconde guerre mondiale.

### Le basculement au réseau en voie normale

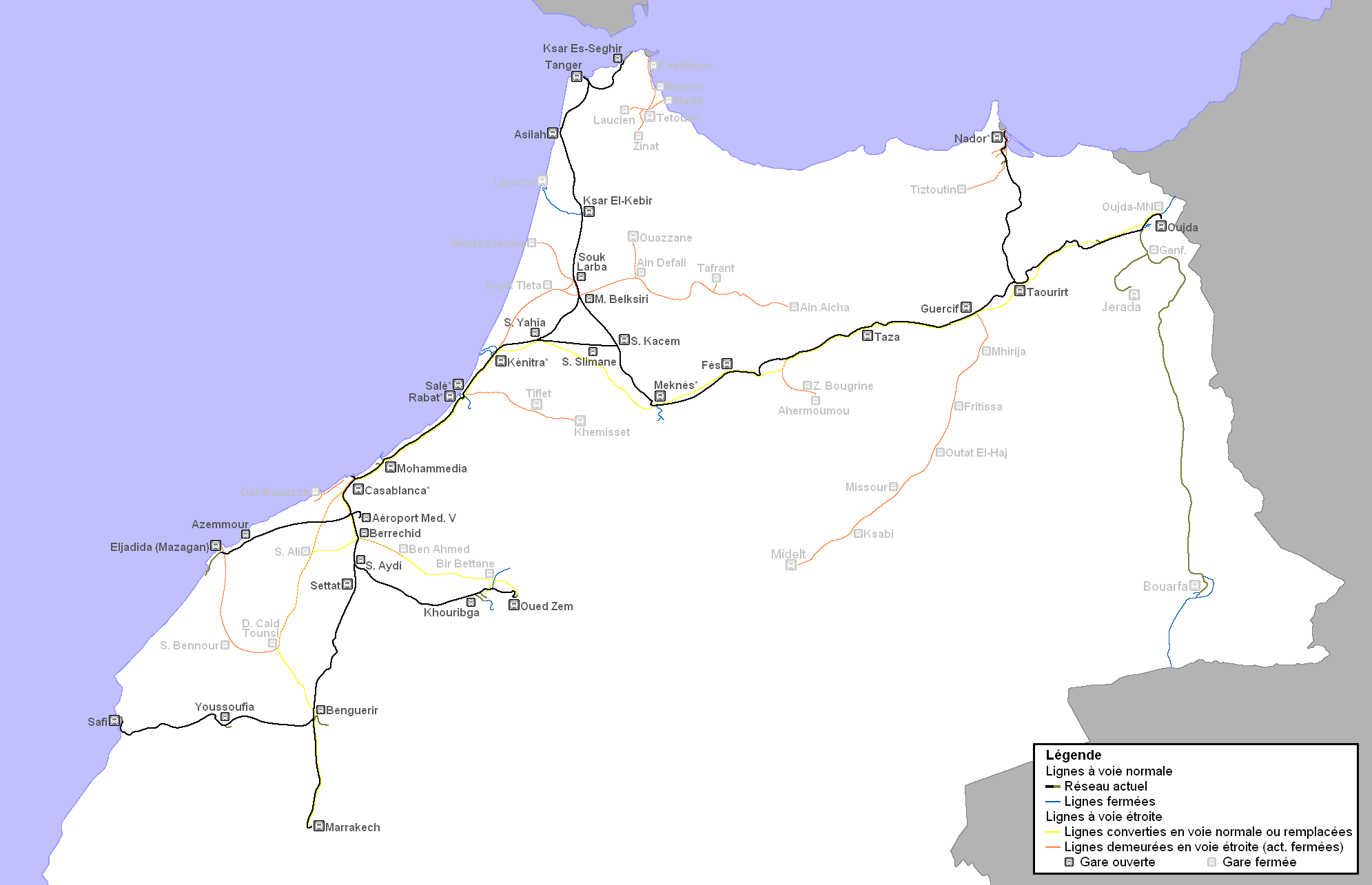
Carte des lignes ferroviaires à voie étroite fermées (jaune) ou demeurées ouvertes (orange) après l'adoption de l'écartement standard.

L'Espagne n'est pas concernée par certaines clauses des accords de 1911. Dès 1912, elle envisage la création d'une ligne en voie normale reliant Larache à Ksar El Kébir. La construction est commencée par une société allemande et l'exploitation confiée à la Compañia colonial africa, mais cette courte section n'est pas inaugurée avant 1923.
Le 27 novembre 1912, un protocole franco-espagnol jette les bases de la future société chargée d'exploiter la ligne de Tanger à Fès. Mais il faut attendre deux ans pour que la ligne soit concédée, et la Compagnie franco-espagnole du chemin de fer de Tanger à Fès ou TF ne voit pas le jour avant le 26 juin 1916. La dernière section ne sera pas inaugurée avant 1927.

Ce n'est qu’en 1916 que la France se considère libérée de tout engagement avec les accords de 1911. Un important réseau en voie normale est alors étudié, et concédé à la Compagnie des chemins de fer du Maroc ou CFM le 21 août 1920. Les dernières sections seront inaugurées en 1936, connectées au réseau algérien à Oujda et donnant ainsi naissance à une « artère impériale » de 2 333 kilomètres reliant toutes les possessions françaises d'Afrique du Nord.
Dernier acteur, la Compagnie des chemins de fer du Maroc Oriental ou CMO se voit accorder la concession de la ligne Oujda-Bouarfa en 1927.

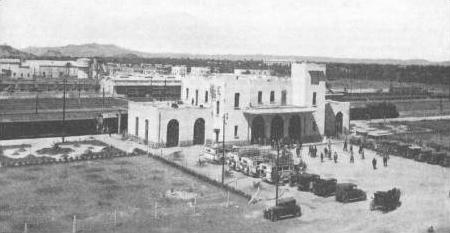
Gare de Kénitra durant les années 1920.

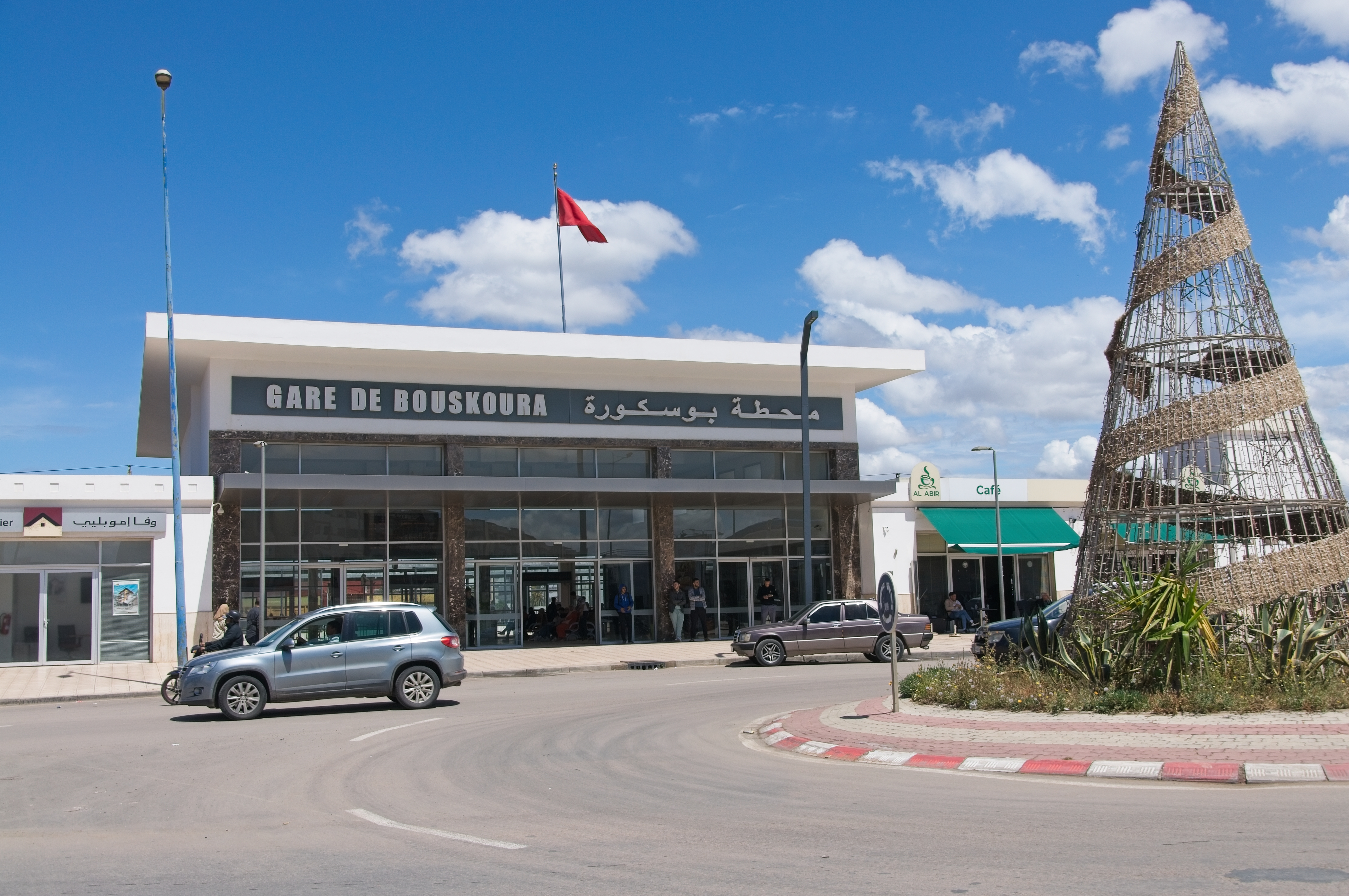
La gare de Bouskoura, le 28 avril 2024.

Très mal adaptée aux conditions climatiques et géologiques nord-africaines, la traction vapeur ne reste qu'éphémère sur le réseau marocain. Dès 1925, on opte pour l'électrification en 3 000 volts courant continu, et une première ligne est mise sous tension en 1927. Les opérations se poursuivent jusqu'en 1933, à l'exception de la partie orientale du réseau, qui se voue dès lors aux relations à longue distance et au trafic lourd. À la fin des années 1930, le réseau en voie de 60 disparaît, tandis que la ligne Nador-Tiztoutine est définitivement fermée en 1940. Les deux lignes espagnoles assurant encore un service public, de Ceuta à Tétouan et de Larache à Ksar El Kébir, sont directement exploitées par l'État espagnol dans le cadre des Ferrocarriles de Marruecos à compter de 1942. Le débarquement anglo-américain en Afrique du Nord, le 8 novembre 1942, provoque quelques destructions dans la région de Casablanca et surtout une utilisation intensive du réseau pour les opérations militaires. 
Au lendemain de la guerre, l'aide américaine permet la diéselisation massive du réseau, ce qui provoque la disparition des dernières locomotives à vapeur.
En 1951, la voie est doublée entre Casablanca et Nouaceur.

## Réseau actuel

### Développement du réseau
Lorsque le Maroc accède à l'indépendance en 1956, il hérite d'un réseau relativement moderne et en bon état. Les anciennes compagnies concessionnaires sont maintenues dans leurs droits, le temps de procéder à la « marocanisation » du personnel. Les Ferrocarriles de Marruecos ferment définitivement leurs lignes le 1er juillet 1958. 
Le 5 août 1963, les CFM et la CMMO sont nationalisés et intégrés dans l'ONCF. Seule la TF reste indépendante pour quelque temps. Des études ont été également entreprises par le Maroc et l'Espagne en vue de la création d'un tunnel ferroviaire Tanger-Gibraltar surnommé Afrotunnel.

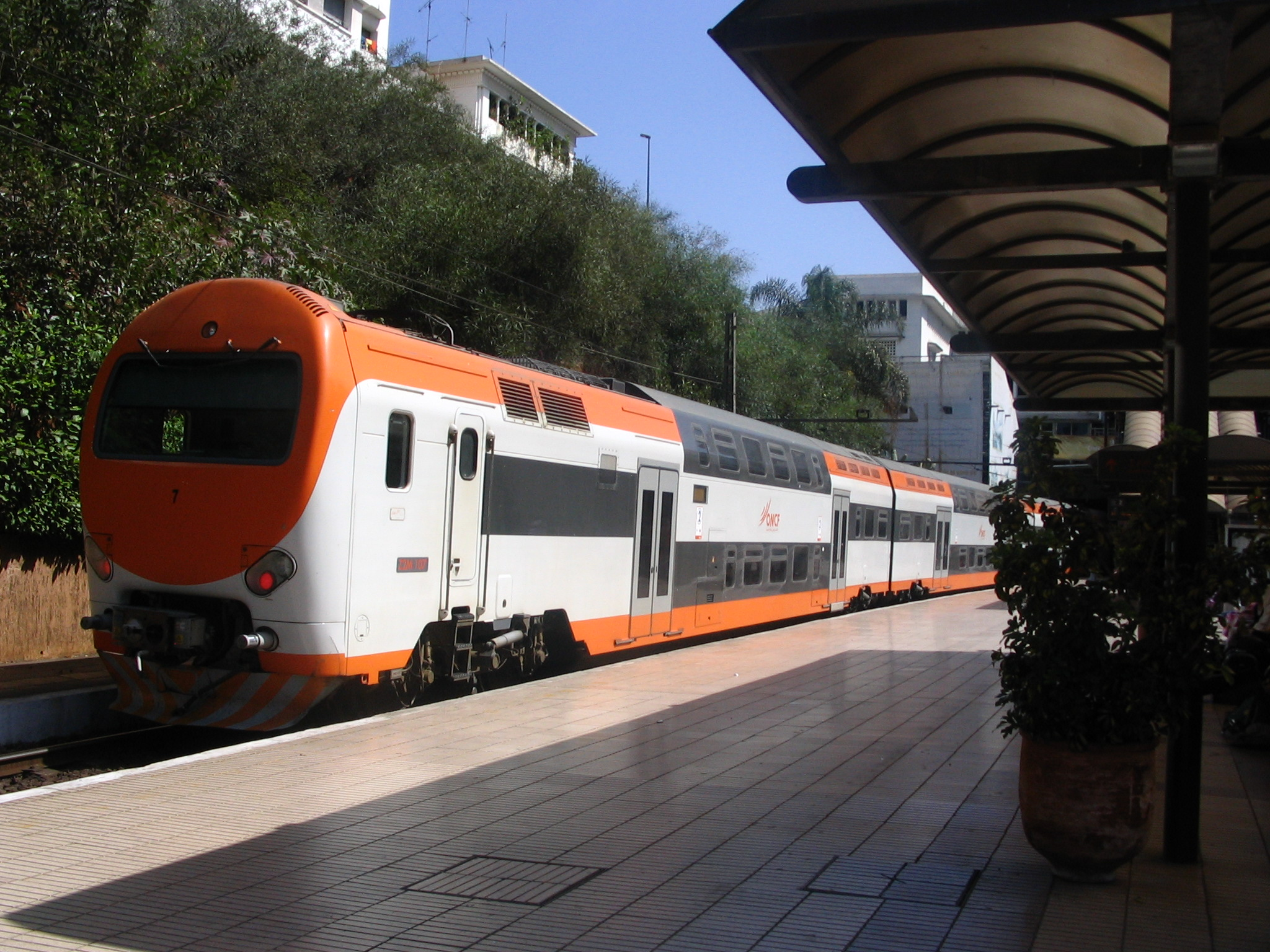
Départ de la Z2M 107 de la gare de Rabat-Ville assurant le TNR entre Casablanca et Kénitra

Par ailleurs, pour faire face à l'évolution du trafic phosphates, la voie a été doublée sur la ligne Nouaceur - Khouribga, en deux étapes :
- 1957 - 1958 : Nouaceur - Sidi El Aidi
- 1962 - 1964 : Sidi El Aidi - Khouribga

La ligne Benguerir-Youssoufia-Safi est électrifiée entre 1982 et 1984 après doublement de la voie et rectification du tracé sur près de 30 kilomètres.
Le 21 mai 1984, le doublement de voie entre Casablanca et Rabat est achevé, ce qui a permis de lancer le Train navette rapide, surnommé « Aouita » entre les deux villes avec une fréquence de 14 dessertes dans chaque sens.
En 1987, une desserte de 102 km reliant Nouaceur et Jorf Lasfar, est inaugurée offrant un nouveau débouché maritime au trafic phosphatier.
En 1992 fut inaugurée la desserte ferroviaire de l'aéroport Mohammed V.
Si au sud de la capitale administrative Rabat plusieurs doublements rapides de voies ont eu lieu notamment pour répondre à un besoin urgent de trafic fret et passagers, au nord les doublements de voies ont pris relativement plus de temps. Ainsi le doublement de la voie entre Rabat et Fès s'est achevé en quinze ans en plusieurs étapes, permettant une nette amélioration du trafic et des temps de parcours : 
- 1993 : Rabat - Salé  (7 km)
- 1992 : Salé - Kénitra (33 km)
- Mai 1999 : Kénitra - Sidi Kacem (84 km)
- Juillet 2005 : Sidi Kacem - Meknès (54 km)
- Janvier 2007 : Meknès - Fès (70 km)

Le doublement de voie entre Rabat et Fès a permis une réduction du temps de parcours d'environ une heure et demie, permettant de relier ces deux villes en 2 h 30 min au lieu de 4 h précédemment. Aussi le trajet Casablanca - Fès a été ramené à 3 h 20 min au lieu de 5 h auparavant, et ce grâce aux nouvelles doubles voies et à la mise en place de trains express sans arrêts dans les gares secondaires, chose impossible à effectuer avec la voie unique à cause des multiples haltes en attente des trains de sens opposés. Ce doublement, étant situé au cœur du réseau, a été d'une importance particulièrement cruciale : le trafic des trains est passé de 60 trains voyageurs à 80 et de 26 trains fret à 34 sur cet axe. En 2014 la ligne Rabat - Fès atteint 9,4 millions de passagers et dépasse pour la première fois la ligne Rabat - Casablanca qui était affectée par les travaux de triplement de voie. Il convient de rappeler que la ville de Fès sera connectée à long-terme à une heure de la capitale Rabat au lieu des 2 h 30 min actuelles avec l'arrivée de la LGV Rabat - Oujda. 
En 2007, le doublement de la voie entre Nouaceur et Jorf Lasfar est achevé, afin de mieux desservir le complexe portuaire, renforçant ainsi le trafic phosphatier sur cette ligne.
En 2008, le tronçon Sidi El Aidi - Settat est doublé à son tour, permettant à Settat d'intégrer également le réseau TNR.
Le 17 juin 2009, le roi Mohammed VI a inauguré la nouvelle ligne ferroviaire Tanger - Port Tanger Med. D'un coût total de 3,2 milliards de dirhams et d'une longueur de 45 km ; cette ligne ferroviaire compte trois gares et permet de relier le port moderne de Tanger Med en eaux profondes au réseau national. Elle est empruntée par des services passagers et le fret, avec une gare au-dessous de la gare maritime et un branchement à l'usine Renault.
Le 1er juillet 2009, le roi Mohammed VI a inauguré la nouvelle ligne ferroviaire entre Taourirt et Nador. La construction de la ligne a nécessité un investissement de 2,8 milliards de dirhams. Cette nouvelle ligne d'une longueur de 110 km prend son origine au port de Beni Ensar, traverse la ville de Nador via une galerie souterraine à double voie (d'environ 3 km), dessert ensuite les unités industrielles de la région par le biais de ramifications puis se prolonge vers le sud jusqu'à la ville de Taourirt. Elle comporte sept gares : Béni Ensar, Nador-Ville, Nador-Sud, Selouane, Hassi Berkane, Ouled Rahou et Melg El Ouidane.
Juin 2010 : Inauguration de la nouvelle ligne ferroviaire Sidi Yahya El Gharb - Mechra Bel Ksiri. D'une longueur de 45 km, ce raccourci a permis de diminuer d'une heure le temps de parcours entre Casablanca et Tanger et d'éviter de rebrousser chemin à la gare de Sidi Kacem. Cette ligne a permis avant l'ouverture de la LGV Tanger - Kénitra de relier Tanger avec 24 trains quotidiennement (au lieu de 10 trains auparavant) vers le reste des villes du Royaume Chérifien tout en gagnant une heure. 
Aujourd'hui, le réseau ferré marocain comprend 2 200 km de lignes à voie normale, (écartement standard de 1 435 mm), dont 2 238 km électrifiés (60 % du réseau) en courant continu 3 kV, et 640 km (soit 30 %) en double-voie.

### Un réseau entièrement mixte fret et passagers
Le réseau ferroviaire de l'ONCF
À la fin de 2013, l'ONCF dispose d'un total de 3 657 km de voies ferroviaires dont 2 238 km sont électrifiés. Les 3 657 km de voies sont toutes toujours en activité et gérés par l'ONCF comme opérateur unique de maintenance y compris les embranchements particuliers vers ses clients miniers, cimentiers, sidérurgistes, industriels etc. Ce réseau de voies ferrées est composé comme suit :  
- 3 657 km total de voies ferroviaires en activité toutes à écartement UIC ;
- 2 921 km de voies de circulation principales ;
- 736 km d'embranchements particuliers et de raccordement aux ports et aux zones logistiques ;
- 2 110 km de réseau principal exploité pour le transport passagers et Fret ;
- 1 965 km de lignes en Long Rail Soudé LRS (93 % du réseau) ;
- 1 300 km de lignes électrifiées (60 % du réseau) ;
- 640 km de lignes à double voie (30 % du réseau).

En 2014  l'opérateur (ONCF) a transporté 39,5 millions de voyageurs (+4 %) avec un taux de 5,3 milliards de passagers km stable par rapport à 2013. Contrairement à la plus grande partie des pays européens où le trafic interne passagers par autocar a été pendant très longtemps interdit, l'ONCF a été très confronté à la concurrence du bus depuis l'expansion rapide des autoroutes et des voies express au Maroc. Si l'arrivée des autoroutes a poussé beaucoup d'opérateurs ferroviaires à travers le monde à stopper complètement l'activité passagers longues distances, ou à abandonner la quasi-totalité de leurs réseaux après fermetures de mines, l'ONCF a souvent pu réagir à temps pour garder ses parts de marché face à la route, ses efforts d'électrification, de dédoublement et de mises à niveau des lignes ont été fructueuses : aujourd'hui toutes les agglomérations proches d'un million d'habitants sont reliées par train électrique rapide et celles de populations plus modestes sont connectées en correspondances par des bus Supratours filiale de l'ONCF avec des horaires cadencés sur les trains. Les agglomérations dépassant un million d'habitants (Fès, Rabat, Salé, Casablanca, Meknès, Kénitra) sont quant à elles connectées par une ligne dédoublée et mise à niveau pour des vitesses allant de 140 à 160 km/h. Les seules villes d'un million d'habitants dont les lignes ne sont pas encore dédoublées sont à l'heure actuelle Marrakech (dédoublement avec Casablanca en cours, réalisé à 70 % ) et Tanger (ligne en cours de triplement avec Casablanca grâce au TGV Tanger-Casablanca). Grâce à ces efforts malgré le passage du total d'autoroutes au Maroc de 500 km de 2004 à 1 600 km en 2014 l'ONCF a pu doubler le nombre de ses passagers de 18 millions de passagers en 2004 à 39,5 millions de passagers en 2014.
En plus des mises à niveau et des dédoublements réalisés sur le réseau un des grands éléments qui est passé inaperçu du grand public mais qui a été aussi déterminant a été le choix par l'ONCF du système de gestion du trafic rail Da Vinci élaboré par l'opérateur espagnol ADIF, un système qui avait fait ses preuves sur le réseau de grande vitesse en Espagne.
Ainsi contrairement à beaucoup de réseaux ferrés africains où une grande partie est à écartement métrique difficile à mettre à niveau et à rendre compétitif face au transport routier et où les seules lignes subsistantes sont utilisées à des fréquences d'un train par jour ou par semaine l'ONCF assure par exemple des voyages chaque 15 minutes par sens entre Rabat et Casablanca soit 112 rotations par jour, 36 rotations entre Casablanca-Fès, 22 rotations quotidiennes Casablanca-Tanger (rehaussé à 30 par jour après la mise en place du TGV), 18 rotations Marrakech-Casablanca et 12 trains par jour Taza-Fès, les autres lignes sont assurées à raison de moins de 10 rotations par jour. 
Au moment de l'inauguration de la gare de Tanger Med, l'ONCF avait commencé une desserte par navettes rapides rail de huit trains par jour et tablait sur une réévaluation à 16 trains par jour. Cependant, l'absence du succès de cette desserte a poussé l'opérateur ONCF à réduire cette ligne à deux trains par jour en dehors de l'été . Jusqu'à sa suppression en 2019; il convient de noter au passage que les nombreux passagers qui transitent par Tanger Med bénéficient d'un bus gratuit de Tanger ville vers le nouveau port sur présentation du billet bateau et les salariés travaillant à Tanger Med sont transportés par des entreprises de collecte d'employés en sous-traitance de leurs employeurs.
Pour faire face aux pics de voyageurs sur les lignes très actives l'ONCF augmente le nombre de voitures par train en faisant appel aux puissants Prima II pour dépasser parfois 20 wagons passagers tractés. 
L'ONCF pratiquait la réservation de place uniquement pour la première classe, les billets de seconde classe quant à sont vendus et valables sur n'importe quel train de la journée d'achat, l'opérateur avait longtemps communiqué sur l'importance d'anticiper les départs afin d'éviter les heures de pointe sans succès auprès de ses passagers, le seul moyen que l'ONCF avait trouvé est d’aligner des trains courts en heures creuses et des trains très longs aux heures de pointe, il le fait donc en multipliant le nombre de voitures par locomotive ou en réalisant un attelage de deux automotrices TNR. Mais malgré cela il est possible d'acheter un billet et faire une bonne partie du trajet debout. Afin de remédier a tout cela l'opérateur marocain a mise en place un système de Yield management[source insuffisante] consistant à réduire le prix des billets de trains en heures creuses et l'augmenter en heures de pointe. Le système de réservation est généralisé pour les trains de grandes lignes avec le service Al Atlas. Cela concerne d'abord la ligne Fès-Marrakech, Oujda-Casablanca , Tanger-Kénitra , Fès-Oujda et Nador-Fès. Il est ensuite élargi pour les lignes Casablanca-Khouribga et Benguerir-Safi. Seul le service TNR n'est pas concerné par ce système là.

### Transport combiné rail-route
Étant donné les très hauts reliefs du Rif et de l'Atlas dans le nord et les tempêtes de sable dans les zones désertiques du Sud, l'ONCF a certes souvent été très rationnelle dans les extensions de son réseau ; cependant, la compagnie s'appuie sur les 5 000 km du réseau de sa filiale Supratours pour desservir par transport combiné train+bus vers les villes de l'Atlas , du Sahara ainsi que vers les deux nouvelles villes du Rif dans le nord (Ouazzane & Chefchaouen) viennent s'ajouter à Tetouan (autre ville de la chaîne montagneuse du Rif) ce mois ci en correspondance par bus Supratours via la gare de Souk Larbaa situées respectivement à 50 et 110 km.
Parallèlement au transport combiné passagers l'ONCF penche actuellement sur un rapprochement avec un grand transporteur routier (SNTL) afin d'accroître ses zones d'activité quant au transport de marchandises, de plusieurs sources différentes. Ce rapprochement se veut similaire aux couples SNCF/Geodis en France ou DB/Schenker en Allemagne.    

### Construction et rénovation des gares

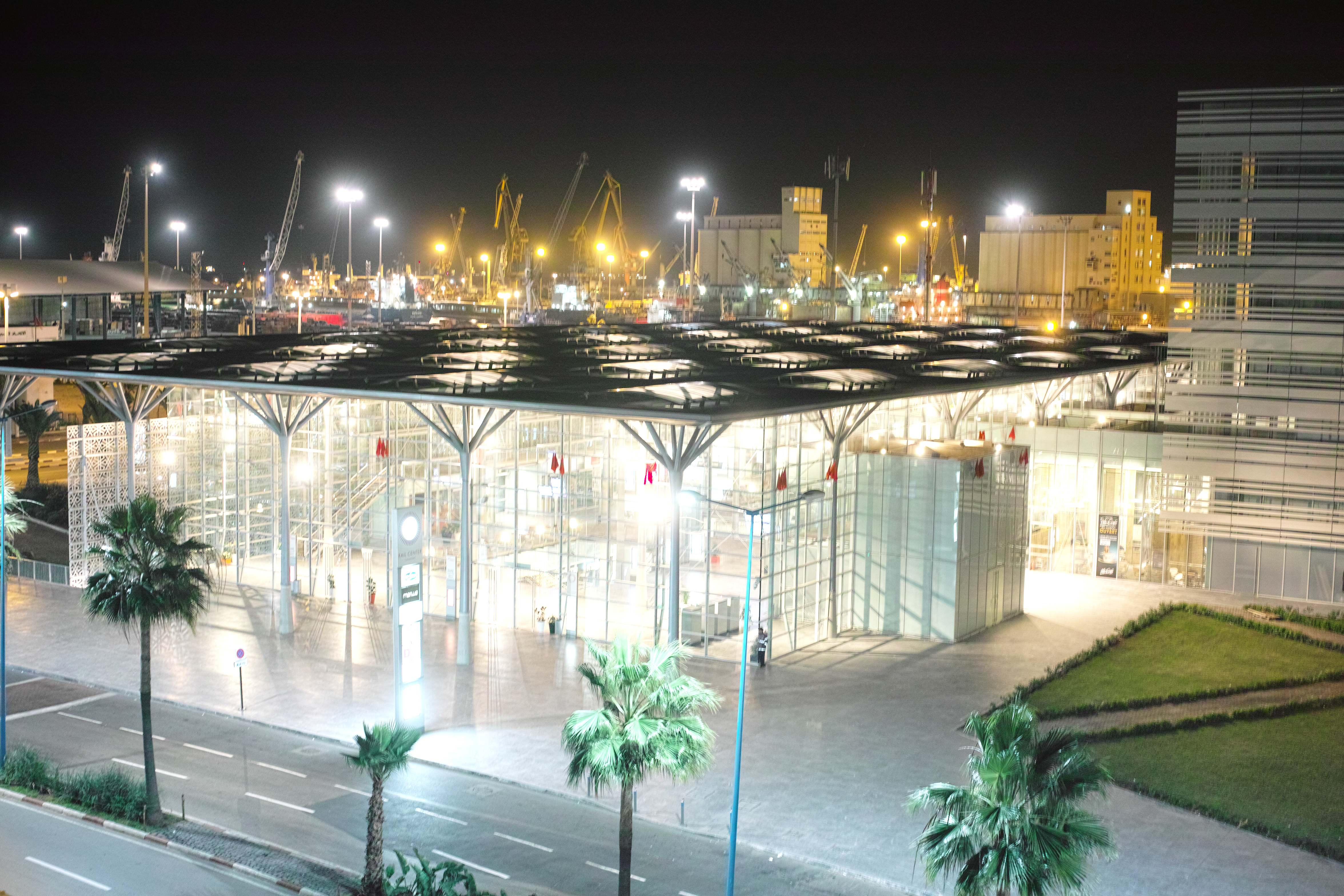
La nouvelle gare de Casa-Port.

En parallèle au développement du réseau, plusieurs gares marocaines ont fait l'objet de rénovation, d'autres ont vu le jour.
Le 27 août 2003, fut inaugurée la nouvelle gare terminus tangeroise, Tanger-Ville.
En septembre 2008 une nouvelle gare a été inaugurée à Marrakech à l'emplacement de l'ancienne gare.
La nouvelle gare de Fès-Ville fut inaugurée en novembre 2009. 
Par ailleurs, plusieurs gares ont été rénovées complètement ou partiellement telles : Rabat-Agdal, Rabat-Ville, Casa-Voyageurs, Safi, Youssoufia, Settat, Berrechid, El Jadida, Mohammedia, Salé-Ville, Kénitra-Médina, Khouribga et Asilah Fès.

### Gares multimodales et ports secs
Pragmatiques dans l'usage du réseau dès le départ, les opérateurs ferroviaires qui se sont succédé au Maroc ont donné une grande importance aux gares multimodales : pendant le protectorat le réseau ferré marocain contenait trois gares multimodales Tanger port (passagers + fret) sur la Méditerranée,  Kénitra (port fluvial à dominante militaire) et Casablanca (port vrac). Aujourd'hui l'ONCF a fermé les deux gares multimodales Kenitra et l'ancienne Tanger port, a rénové Casa port et a créé cinq nouvelles gares multimodales : Tanger Med (port container+passagers), Nador Beni Nsar (vrac + passagers), El Jadida (phosphates + énergies), Mohammedia (port pétrolier) et Safi (phosphates). Au sein de Casablanca la gare multimodale aéroportuaire a été mise en service en 1992 et la gare de Casa Port a subi une grande rénovation et rouverte en 2014. Afin de parer à la saturation des ports de Tanger Med et de Casablanca, deux gares multimodales supplémentaires sont programmées au sein des nouveaux ports de Nador West Med et de Kenitra Atlantique. Le nouveau défi actuel de l'ONCF consiste à développer ses zones logistiques pour aménager cinq ports secs situés à des points stratégiques de son réseau Tanger (Ain Dalia), Oujda (Beni Oukil), Fes (Ben souda), Marrakech (Sidi Ghanem) et Casablanca (MITA). Le port sec Casa MITA est achevé et se veut le modèle à suivre pour les quatre autres en cours d'aménagement.
L'ONCF a aussi construit quatre nouvelles gares multimodales : Tanger-Ville (intégré à la première gare multimodale de Tanger) , Kénitra , Rabat-Agdal et Casa-Voyageurs afin d'accueillir le TGV qui a été mise en service commercial en décembre 2018. 

## Développements en cours

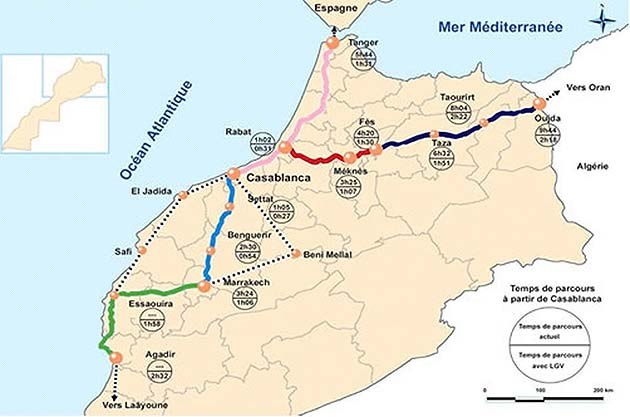
Lignes à grande vitesse prévues pour réalisation à l'horizon 2035

### Lignes à grande vitesse en projet
Le Maroc a inauguré le 15 novembre 2018 avec cinq ans de retard sa première ligne à grande vitesse reliant Tanger à Kénitra, l'ouverture commerciale étant prévue d'ici début 2019. La ligne doit continuer ensuite vers Rabat et Casablanca, et ultérieurement être prolongée vers Marrakech, et Agadir. La construction d'une seconde ligne reliant Rabat à Meknès puis ultérieurement à Fès, Taza et Oujda est prévue à l'horizon 2035.
En janvier 2022, le ministre du transport et de la Logistique Mohammed Abdeljalil annonce le lancement de la LGV Kénitra - Marrakech et la LGV Marrakech - Agadir . Le financement est alors estimé à 100 milliards de dirhams. D'ici 2040, 1 300 km de lignes à grande vitesse et 3 800 km de lignes classiques doivent être construites, reliant 43 villes marocaines.

### Lignes classiques en projet
- Construction de la ligne Selouane - Port Nador West Med (52 km)
- Construction de la ligne Tanger Melloussa - Tétouan (31 km)
- Construction de la ligne Khouribga - Béni mellal (90 km)
- Construction de la ligne Safi - Essaouira
- Construction de la ligne Essaouira - Agadir
- Construction de la ligne Marrakech - Essaouira
- Construction de la ligne Agadir - Laâyoune
- Construction de la ligne Rabat - Meknès via Khemisset (130 km)[19]

### Lignes à l'étude
- Construction de la ligne Nador - Saïdia (80 km)
- Construction de la ligne Agadir - Taroudant (90 km)[20]

En plus du schéma directeur concernant l'élaboration d'un réseau de grande vitesse ferroviaire de (1 500 km) le Plan Maroc Rail 2040 porte sur la construction d'un nouveau réseau classique de (2 700 km) pour un meilleur maillage des régions.